# Grigore T. Popa
Grigore T. Popa (n. 1 mai 1892, Emil Racoviță, România – d. 18 iulie 1948, București, România) a fost un medic român, membru corespondent al Academiei Române. Acesta a reușit să obțină o educație universitară și să devină profesor la două dintre cele mai importante universități ale țării sale. Anatomist de specialitate, Popa a lucrat la popularizarea științei moderne, la reforma sistemelor de învățământ medical și superior și, în spitalele de război, ca practicant decorat și apreciat public. Munca sa în endocrinologie și neuromorfologie a fost apreciată în străinătate, în timp ce acasă a ajutat la formarea unei generații de medici de vârf.
Tratat în mod rău de dictaturile fasciste succesive, Popa a aderat la idealurile moderate de stânga și le-a făcut publice prin rubrica sa, Însemnări Ieșene. El a criticat Marxismul la fel de mult ca rasismul științific, dar a condamnat participarea României la războiul împotriva sovieticilor și, în 1944, s-a alăturat unei mișcări de protest a unor universitari de înaltă calitate. În ultimii ani, anticomunismul și pozițiile sale democratice creștine l-au adus în conflict cu autoritățile. Regimul comunist din România l-a alungat din funcția de educator universitar și a fost hărțuit până la moartea sa la vârsta mijlocie. La restaurarea democrației, alma mater și locul unde a predat o mare parte a carierei sale au fost numite în onoarea sa.

## Biografie
Grigore Popa s-a născut la Șurănești (com. Dănești), fiind fiul notarului Theodor Popa (1865-1942) și al Mariei Popa, casnică, fiica lui Iancu Gorea.
Elev la Liceul Național Liceul Național din Iași în perioada 1903-1911, urmează apoi cursurile Facultății de Medicină din Iași. După specializări la Chicago (bursă Rockefeller) și Londra, Gr. T. Popa revine în țară, unde devine titular al Catedrei de Anatomie și Embriologie la Institutul de Anatomie Iași al Facultății de Medicină din Iași (1928). A lucrat în acest oraș până în 1942, când s-a transferat la București. Valoarea descoperirilor sale din domeniul relațiilor neuroendocrine, sistemul port hipofizar, i-au asigurat o recunoaștere mondială.

## Istoricul descoperirii sistemului port hipotalamo-hipofizar
Grigore T. Popa reprezintă „sistemul port” între endocrinologia istorică și endocrinologia modernă.
Grigore T. Popa rămâne în istoria endocrinologiei mondiale prin descoperirea în 1930, împreună cu australianca Una Fielding⁠(en)[traduceți], a sistemului vascular port hipotalamo-hipofizar, descoperire realizată în perioada în care lucrau împreună la Londra.
Lucrând în laboratorul profesorului Rainer din București, profesorul Popa începuse deja studiul vaselor sangvine din regiunea hipofizară, vase ce adesea sunt foarte clar văzute la autopsii trecând de-a lungul tijei hipofizei umane.
Beneficiind de o bursa Rockfeller, la sugestia profesorului Eliot Smith, profesorul Popa și Una Fielding au realizat studiul acestor vase prin disecția a 40 de cadavre adulte, 10 feți de vârste diferite, dar și de câini, pisici, porci, cai și oi. Pentru evidențierea vaselor sangvine din această regiune ei au realizat secțiuni seriale frontale, sagitale și transversale și au folosit injectarea cu cerneală de India.
Rezultatele acestor cercetări au fost comunicate în 1930 la Anatomical Society of Great Britain and Ireland (Londra) și publicate în Journal of Anatomy  și în The Lancet. Aceste lucrări au fost republicate de Academia Română in extenso în 1932 și 1935. La Conferința Lister, profesorul Harvey Cushing a realizat un rezumat magistral al faptelor legate de cooperarea funcțională între corpul pituitar și hipotalamus.
Împreună cu Geoffrey W. Harris publică în 1938 o lucrare experimentală „A technique for operations on the hypotalamo-hypophisial region of the rabbit”. Prin cercetările realizate, Gr.T. Popa a descifrat mecanismul foarte fin al secreției hipotalamusului și al legăturii hipotalamusului cu hipofiza, demonstrând unitatea hipotalamo-hipofizară întrevăzută de Cushing.
Relația dintre sistemul nervos și sistemul endocrin a preocupat mari oameni de știință precum G. Roussy si M. Mosinger, care au publicat „Tratatul de neuroendocrinologie” în 1946, dar natura legăturii dintre creier și hipofiză era încă controversată.

## Alte domenii de cercetare
Alte lucrări ale sale sunt investigațiile privind structura funcțională a pericardului, a meningelor sau a spermatozoizilor, tanicitele, dubla inervare a fibrei musculare, prezența în lichidul cefalo-rahidian a cerebrostimulinei.
Deși anatomist, profesorul Popa a abordat și probleme de biochimie și hormonologie.
Profesorul Popa l-a sfătuit pe George Emil Palade să-și continue studiile în Anglia sau America.

## Activitatea culturală

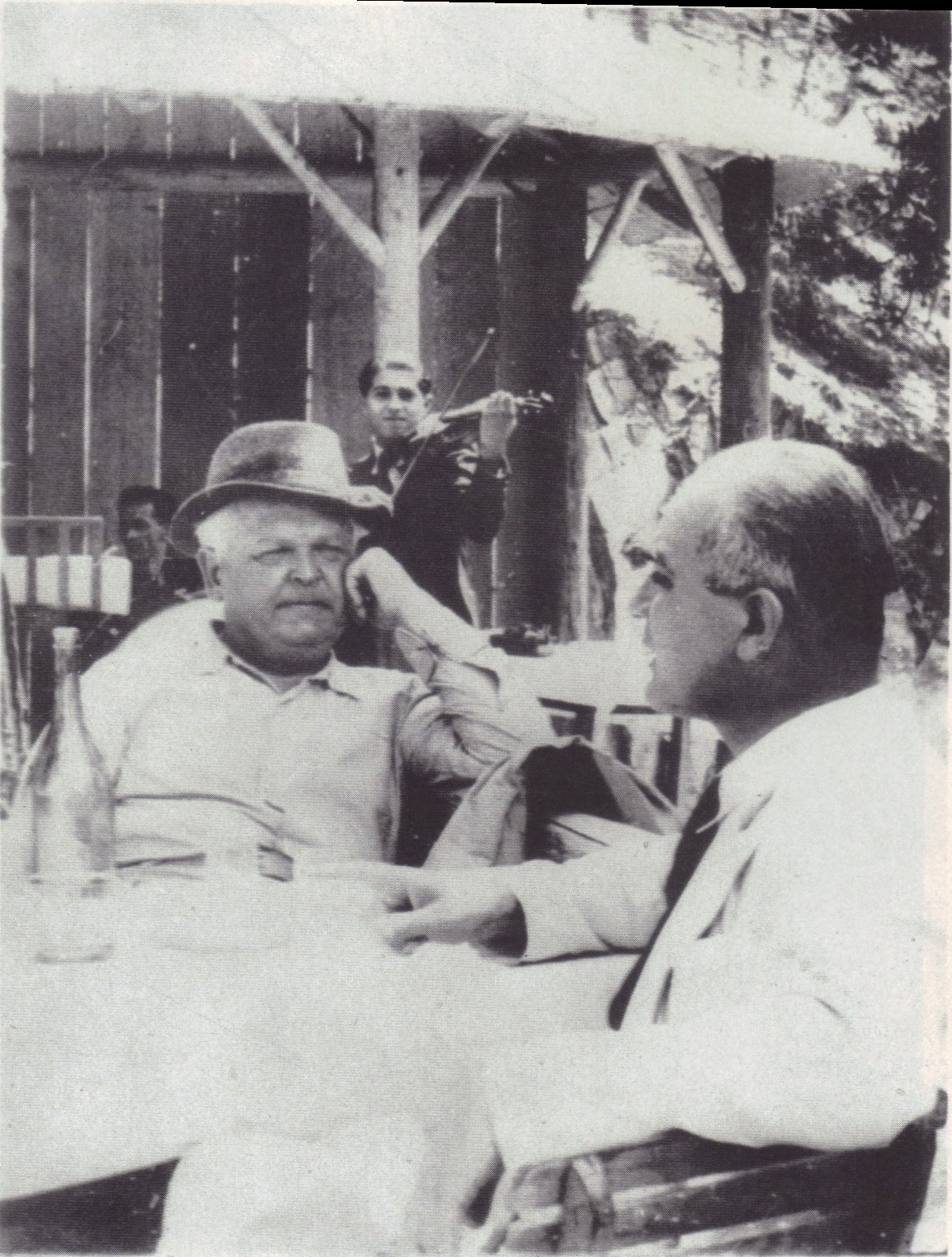
Mihail Sadoveanu împreună cu profesorul Grigore T. Popa

În 1936, împreuna cu Mihail Sadoveanu, Mihai Codreanu și George Topârceanu, a fondat revista Însemnări ieșene, publicație de prestigiu în cultura românească.

## Decorații
- Semnul Onorific „Răsplata Muncii pentru 25 ani în Serviciul Statului” (13 octombrie 1941)[9]

## In memoriam
Universitatea Grigore T. Popa de Medicină și Farmacie din Iași îi poartă numele.

## Vezi și
- Universitatea de Medicină și Farmacie „Grigore T. Popa” din Iași

## Legături externe
- Membrii Academiei Române din 1866 până în prezent – P
- Persecutatul, 18 octombrie 2004, Mirela Cimpoi, Jurnalul Național
- Academicienii consăteni din Șurăneștii Vasluiului[nefuncțională]
, 23 octombrie 2007, Ion Mitican, Ziarul Lumina
- Colecții digitalizate BCU Iași
- Expoziție virtuală organizată de Biblioteca Centrală Universitară „Mihai Eminescu” Iași la 75 de ani de la trecerea lui Grigore T. Popa în eternitate
- Scrieri despre Grigore T. Popa disponibile în Biblioteca Digitală a BCU IAȘI